# کریستووام دو کامارگو
کریستووام دو کامارگو (به اسپانیایی: Christovam de Camargo) شاعر و مترجم قرن بیستم میلادی اهل برزیل است.
وی افکار خیام را در قالب شعر نو ریخت و متن اسپانیایی آن‌ها را در سراسرآمریکای لاتین و متن فرانسوی را در اروپا رواج داد.